# Malmslätt
Malmslätt – miejscowość (tätort) w Szwecji, w regionie administracyjnym (län) Östergötland (gmina Linköping).
Miejscowość jest położona w prowincji historycznej (landskap) Östergötland, ok. 6 km na zachód od centrum Linköping przy linii kolejowej Södra stambanan. Na północ od Malmslätt przebiega autostrada E4 (zjazd Linköping Väst).
Na południe od Malmslätt znajduje się baza lotnicza i lotnisko wojskowe Malmen (Malmen flygplats). Na terenie bazy otwarto muzeum szwedzkiego lotnictwa wojskowego (Flygvapenmuseum).  
W 2010 r. Malmslätt liczyło 5214 mieszkańców.